# Georges Plassat
Georges Plassat, né le 25 mars 1949 à Bollène, est un homme d'affaires français, expert de la grande distribution. Il a notamment dirigé le Groupe Casino, Vivarte (anciennement le Groupe André) et le groupe Carrefour.

## Biographie

### Formation et débuts
Georges Plassat naît à Bollène, dans le Vaucluse. Il grandit et passe son baccalauréat à Moulins dans l'Allier. Georges Plassat rejoint ensuite l'École hôtelière de Lausanne dont il sort diplômé en 1975. Il a également suivi l'Advanced Management Program de l'Université Cornell aux États-Unis, promotion 1973. 
De 1975 à 1979, il est directeur général adjoint de l'hôtel Hilton de l'avenue de Suffren à Paris[réf. souhaitée]. Il entre alors chez Eurest France dont il est directeur des ventes jusqu'en 1983[réf. souhaitée]. 

### Groupe Casino
Georges Plassat devient directeur marketing de la branche restauration du groupe Casino en 1983, puis directeur général en 1988, nommé par Antoine Guichard, petit-fils du fondateur du groupe de distribution.  
En 1990, il est nommé directeur général de Casino France et dirige les enseignes Géant Casino et Casino. Durant ce mandat, il pilotera l’acquisition du distributeur La Ruche méridionale, ainsi que la fusion entre Casino et le Groupe Rallye de Jean-Charles Naouri.  
De 1992 à 1994, il est gérant du groupe, et de 1994 à 1996, vice-président du directoire. 
En 1996, Antoine Guichard le nomme président du directoire, devenant le premier dirigeant du groupe non issu de la famille Guichard, fondatrice du groupe Casino. 
L’année suivante, il quitte la direction du Groupe Casino en raison de divergences sur les orientations stratégiques et du projet de rapprochement avec Promodès.

### Carrefour Espagne
Georges Plassat rejoint le Groupe Carrefour en 1997. Il dirige pendant trois ans la branche espagnole de l’enseigne. 

### Présidence de Vivarte
En 2000, il est nommé président du directoire de Vivarte (anciennement André), groupe de distribution de prêt-à-porter et de chaussures.  
Deux ans après son arrivée, le groupe retrouve la profitabilité grâce au travail de fond mené sur le marketing, la logistique et la distribution. Après un départ provoqué par les actionnaires en 2002, l’OPA du fonds d’investissement PAI partners lui permet de revenir au sein du groupe en tant que Président-directeur général. 
À son retour, il développe le groupe grâce aux acquisitions de Naf Naf, Chevignon, Beryl et Accessoires diffusion. Entre 2004 et 2006, le chiffre d'affaires passe de 2 à 2,3 milliards d’euros et le résultat opérationnel passe de 220 à 365 millions d’euros. En 2007, un second LBO après celui de 2004 augmente l'endettement de Vivarte. Georges Plassat quitte la présidence de Vivarte pour le Groupe Carrefour en 2012 avec un bilan positif en termes d’expansion, de marge et de chiffre d'affaires, mais avec un endettement important. Georges Plassat détient alors toujours 10 % de Vivarte.
En 2017, l'opération de LBO est critiquée par la CFDT de Vivarte pour avoir absorbé une partie importante du résultat.

### Présidence du groupe Carrefour
Georges Plassat revient au sein du groupe Carrefour en avril 2012 en tant que directeur général délégué, avant d’être nommé président-directeur général par le conseil d'administration lors de l’assemblée générale des actionnaires du 18 juin 2012,. Il succède à Lars Olofsson.
Dès sa prise de fonction, il revoit la stratégie de l’enseigne en France et à l’international et fixe quatre axes de développement : 
- Redonner du pouvoir aux magasins en décentralisant la prise de décisions[17] ;
- Redevenir compétitif sur les prix[18] ; sans confondre compétitivité et guerre des prix[19] ;
- Investir pour rénover des magasins vieillissants[20] ;
- Céder certaines participations pour augmenter la capacité de financement du groupe[17].

Au cours de ce premier mandat, Georges Plassat obtient d’excellents résultats,. Toutes les zones sur lesquelles le Groupe Carrefour opère poursuivent leur croissance ou la retrouvent, à l’exception de l’Asie. 
En juin 2015, son mandat est renouvelé avec près de 90 % des voix. 
Sa stratégie s'oriente alors autour de trois grands axes, : 
- Le développement des magasins de proximité, notamment en Asie ;
- L’accélération de la stratégie multiformat (hypermarchés, supermarchés, magasins de proximité…) ;
- La numérisation de l’entreprise et de la distribution (rachat de Rue du Commerce, transformation numérique du groupe…)[27].

En décembre 2016, plusieurs médias annoncent que le cabinet de recrutement Egon Zehnder a été chargé de trouver un successeur à Georges Plassat à l’issue de son mandat qui court jusqu’à mi-2018. Georges Plassat aura alors atteint la limite d’âge de 70 ans. Le 9 juin 2017, le conseil d’administration du groupe Carrefour choisit Alexandre Bompard pour devenir président-directeur général de Carrefour à compter du 18 juillet 2017. La cession ou la fermeture des anciennes implantations DIA fait partie des premières initiatives.
Sous le mandat de Georges Plassat, le groupe Carrefour a ouvert 4 400 magasins et connu quatre années de croissance organique pour atteindre 85,7 milliards d'euros de chiffre d'affaires TTC.

### Polémique à propos de sa rémunération au sein du groupe Carrefour
La rémunération de Georges Plassat à la tête du groupe Carrefour se compose de :
- un salaire fixe annuel de 1,5 million d'euros ;
- une rémunération variable dont le maximum atteint 150 % du salaire fixe, soit 2,25 millions d'euros, là encore supérieure à celle de son prédécesseur ;
- une attribution de 400 000 options d'achat d'actions Carrefour au cours de l'exercice 2012[31] ;
- une adhésion au régime de retraite des principaux cadres du groupe ;

Sa rémunération globale s’élève à près de 10 millions d'euros en 2016. L'écart entre sa dernière rémunération (2017) et ses conditions de retraite d'une part et la situation dégradée dans laquelle il laisse le groupe a l'issue de son mandat d'autre part donne lieu a une polémique à l'occasion de l'Assemblée Générale de juin 2018. La polémique est unanimement relayée et appuyée par la presse économique, la presse internationale, le Haut Comite de Gouvernement d'Entreprise, le Ministre Français de l'Économie et des Finances et une partie des organisations syndicales. Malgré un vote en Assemblée Générale approuvant à hauteur de 68% sa rémunération 2017 et ses conditions de départ, Georges Plassat renonce au paiement d'un montant compensatoire d'une clause de non-concurrence à hauteur de 3,9 millions d'Euros[réf. nécessaire].

### Distinctions
- Chevalier de la Légion d'honneur[34]
- Trophée d’honneur du Conseil National des Centres Commerciaux (CNCC)[1]
- Prix du leadership, décerné par le Cercle du leadership, en 2014[35]
- Classé dans le All-Europe Executive Team 2016 du magazine Institutional Investor[36]

### Autres mandats
- Membre du conseil de surveillance du groupe de restauration Flo de 2003 à 2009[37]
- Membre du conseil d'administration de l'organisation professionnelle Procos de 2003 à 2012[38]
- Membre du conseil d'administration du Consumer Goods Forum[39].